# Alseis gardneri
Alseis gardneri är en måreväxtart som beskrevs av Herbert Fuller Wernham. Alseis gardneri ingår i släktet Alseis och familjen måreväxter. Inga underarter finns listade i Catalogue of Life.